# Graebestraße
Graebestraße ist der Name einer seit dem 16. Jahrhundert bestehenden Straße im historischen Ortskern des Stadtteils Praunheim in Frankfurt am Main. Die Straße ist nach Karl Friedrich Otto Graebe (1797–1879) benannt, einem Kaufmann und Konsul des Kurfürstentums Hessen im 19. Jahrhundert. Dessen ältester Sohn ist der Chemiker Carl Graebe. Das Haus Graebe stand am südlichen Ende der Straße.

## Verlauf
Die Graebestraße beginnt im Süden am Fluss Nidda an der Praunheimer Brücke. Von dort aus führt sie in nördlicher Richtung am Gemeindezentrum des Stadtteils und an der evangelischen Auferstehungskirche Praunheims vorbei. An der Kirche biegt die Graebestraße nach Nordwesten ab und endet wenige Meter weiter an der Straße Alt-Praunheim.

## Geschichte der Straße

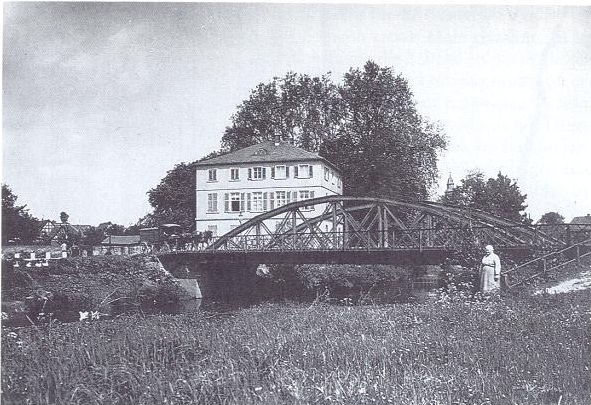
Das Haus Graebe, nach dessen Besitzer die Straße benannt ist, im späten 19./frühen 20. Jahrhundert.
Davor die Praunheimer Brücke über die Nidda

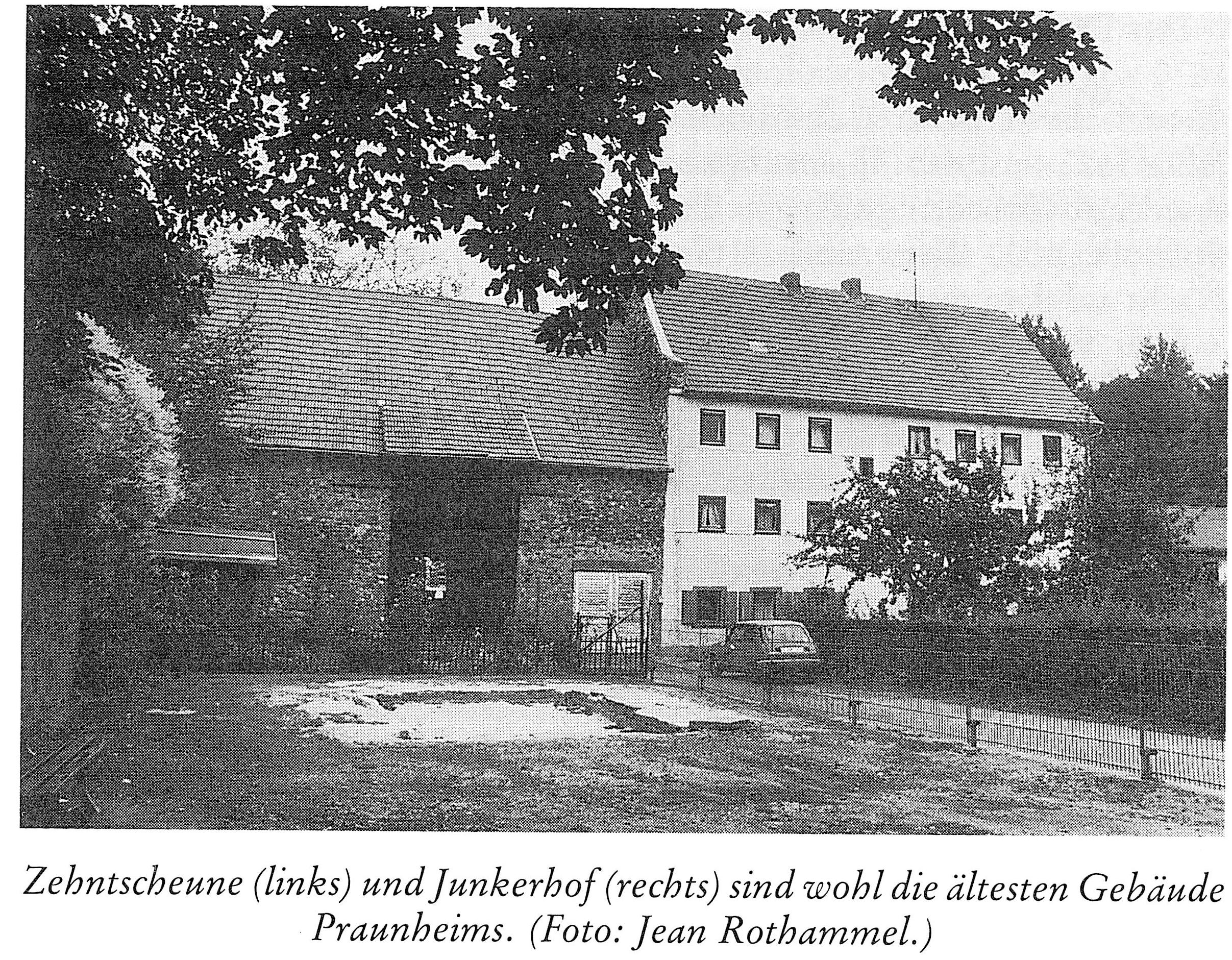
Zehntscheune (links) und Junkerhof (rechts) an der Graebestraße sind wohl die ältesten Gebäude Praunheims

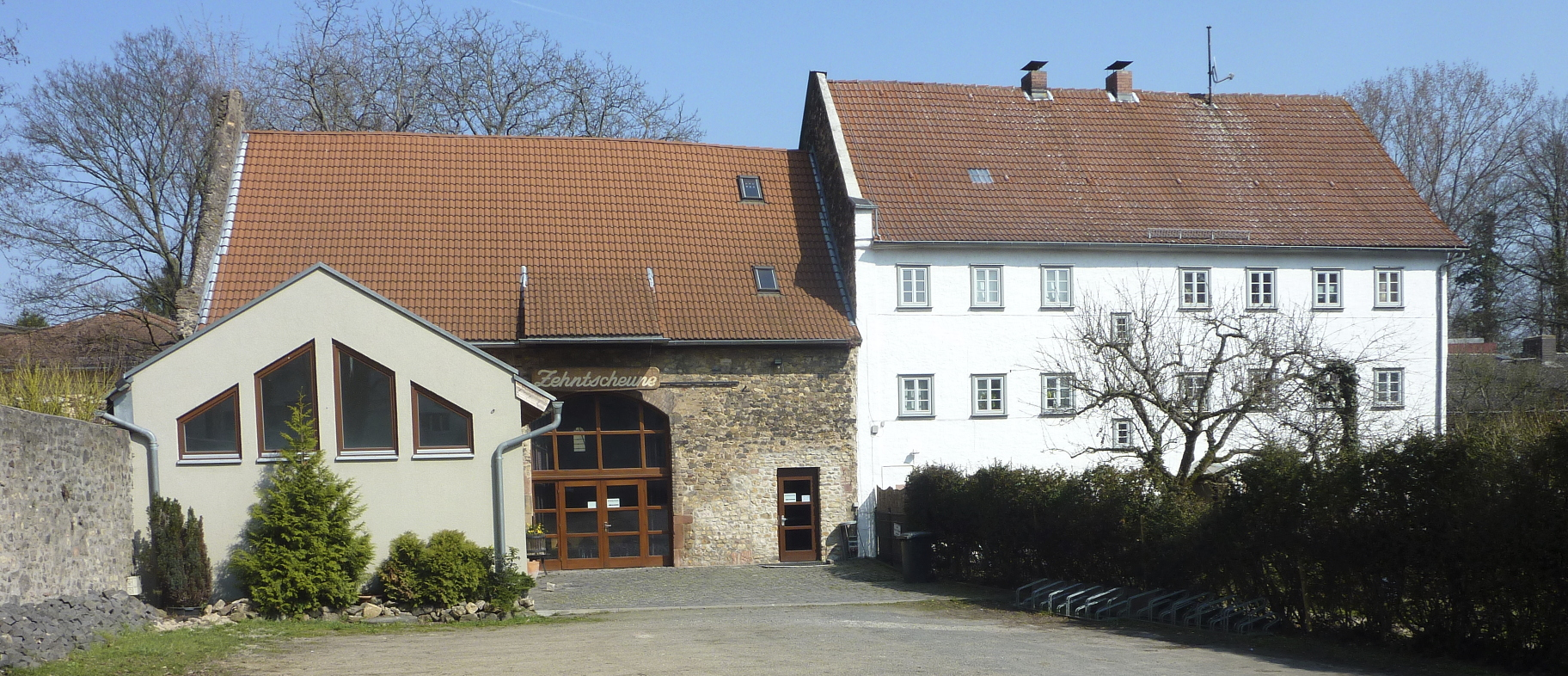
Zehntscheune und Junkerhof in der Graebestraße

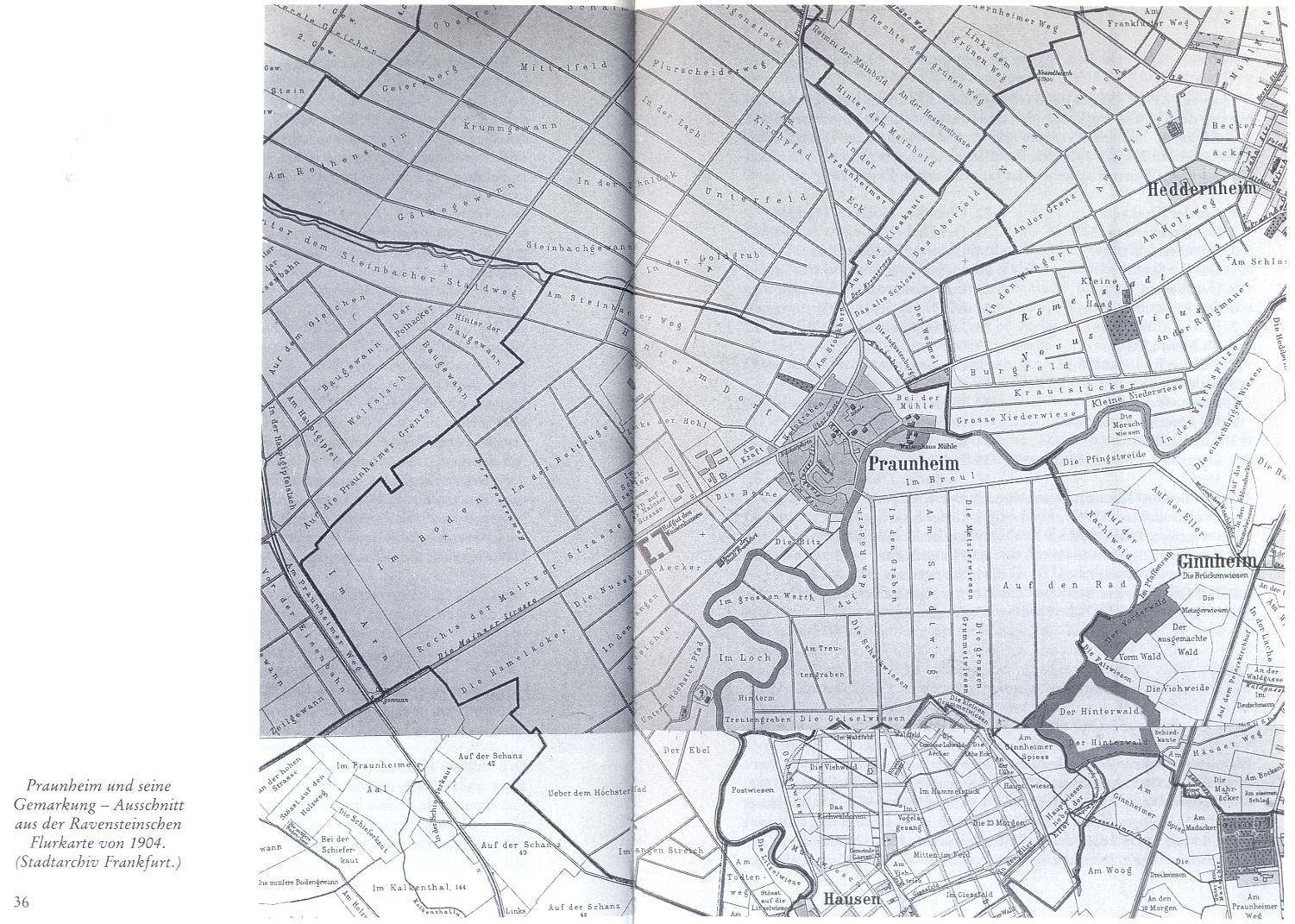
Gemarkung Praunheim, etwa 1904

Die Straßen Praunheims wurden ab 1609 mit Steinpflaster versehen. Die dafür benötigten Steine stammten aus Oberrad und Sprendlingen sowie aus Ruinenteilen der bei Heddernheim gelegenen ehemaligen Römerstadt Nida. Seit der Pflasterung erhob die Gemeinde Wegzoll, der bis zur Eingemeindung Praunheims nach Frankfurt im Jahr 1910 eingenommen wurde.
Auf der westlichen Seite der Graebestraße steht das Gemeindehaus und Jugendhaus. Das Pfarrhaus, das bereits auf Landkarten aus den Jahren um 1775 verzeichnet ist, liegt nebenan. An der östlichen Straßenseite liegen das Grundstück mit historischer Zehntscheune und Junkerhof; auf der gleichen Straßenseite steht nördlich daran angrenzend die von 1770 bis 1773 errichtete barocke Kirche Praunheims. Neben der Kirche stand ein altes Schulhaus, später eine Kegelbahn. Daneben lag das Tor zum Burghof, das im Jahr 1911 verkauft wurde, es befindet sich heute auf der Burg Kronberg. Um das Jahr 1995 wurde an dieser Stelle ein neues Wohn-/Geschäftsgebäude errichtet.
An der Graebestraße wird das jährliche Praunheimer Zehntscheuenfest gefeiert, das meist im Monat August vom Bürgerverein ausgerichtet wird. Außerdem wird in der Straße an jedem Ersten Advent der Weihnachtsmarkt der Kirchengemeinde veranstaltet. Davor fand das Blumenfest statt, womit die Kinder aus dem Kindergarten in die Schule verabschiedet werden.
Im Jahr 1965 wurden die Praunheimer Werkstätten an der Ecke Graebestraße/Alt-Praunheim erbaut. Zur gleichen Zeit wurden nebenan von der Genossenschaft Heimatfriede eG fünf Häuser mit etwa 60 Wohnungen des Sozialen Wohnungsbaus errichtet.

## Öffentlicher Nahverkehr
Eine Bushaltestelle in der Straße Alt-Praunheim in Höhe des Hauses Nummer 46 ist nach der Graebestraße benannt. Dort halten die Buslinien 60, 72 und 73 der Frankfurter Verkehrsgesellschaft VgF. Eine weitere Bushaltestelle befindet sich an der Praunheimer Brücke.